# Darren James
Darren James (* 25. Februar 1965 in Detroit; bürgerlich Darren Keith Edwards; nicht zu verwechseln mit dem Schauspieler James Darren) ist ein ehemaliger US-amerikanischer Pornodarsteller.
James war zunächst ein aktives Mitglied der US-Navy und begann seine Karriere als Pornodarsteller im Jahre 1997, nachdem er aus gesundheitlichen Gründen nach Beendigung seiner Dienstzeit keine Tätigkeit bei der Polizei aufnehmen konnte. 2000 misslang eine Rückkehr ins bürgerliche Leben, zu der ihn der Tod seines Bruders gezwungen hatte. Der Afroamerikaner James war mit seiner beruflichen Situation als Nebendarsteller unzufrieden, da er nur für geringbezahlte Tätigkeiten in überwiegend interrassischen Pornofilmen wie Little White Chicks and Big Black Monster Dicks 15 (übersetzt etwa: „Kleine weiße Küken und große schwarze Monsterschwänze – Teil 15“) engagiert wurde. Nach einer kurzzeitigen Beendigung seiner Berufslaufbahn in der Pornofilmindustrie nahm er seine Tätigkeit als Darsteller wieder auf. Anfang 2004 gelang ihm dann der Durchbruch. Der Pornodarsteller und Pornofilmproduzent des Unternehmens Evasive Angels T. T. Boy bot ihm einen Vertrag für prestigeträchtigere Filmproduktionen an. Dieser ermöglichte ihm nun auskömmliche Rollenangebote in z. T. kommerziell erfolgversprechenden und an ein internationales Publikum gerichteten Produktionen.
Eine solche führte ihn für den Zeitraum vom 25. Februar 2004 bis zum 17. März 2004 nach Brasilien, wo er sich bei Dreharbeiten für einen Pornofilm mit der brasilianischen Darstellerin Bianca Biaggi bei ungeschütztem Analverkehr mit dem HI-Virus infizierte. In den ersten drei Wochen nach seiner Rückkehr nach Los Angeles – in denen das Virus noch nicht diagnostiziert werden konnte – spielte James in weiteren Filmen mit. Bei Dreharbeiten zu Split That Booty 2 am 24. März 2004 übertrug er das Virus auf seine Kolleginnen Lara Roxx, Miss Arroyo und Jessica Dee, wiederum bei ungeschütztem Analsex. Als am 10. April 2004 bekannt wurde, dass Darren James HIV-positiv getestet wurde und am 13. April die Diagnose endgültig feststand, erschütterte dies die amerikanische Pornofilmindustrie. Nach vier Jahren war dies der erste Vorfall im San Fernando Valley, das wegen seiner hohen Sicherheitsstandards bis dato als besonders risikoarm galt. Der Fall Darren James machte aber deutlich, dass die Gefahr von außen für die Darsteller nicht gebannt ist, da in anderen Ländern nicht die gleichen hohen Standards gelten, wie sie in Kalifornien die Adult Industry Medical Health Care Foundation in Zusammenarbeit mit den Produktionsfirmen etabliert hat. Die Produktion im San Fernando Valley musste für einen Monat eingestellt werden, um eventuelle Weiterverbreitungswege des Virus zu klären und weitere Infektionen auszuschließen.
Bis zum Bekanntwerden seiner Infektion spielte Darren James in 250 Filmen mit und gehörte damit zu den aktivsten Darstellern der Branche. Er zog sich aus der Öffentlichkeit zurück und war als Regisseur der DVD-Serie Big Butt Smashdown tätig.